# George Washington Smith
Pour les articles homonymes, voir Smith.
George Washington Smith, né vers 1820 et mort le 18 février 1899, est un danseur et chorégraphe américain. Il est considéré comme la seule étoile de ballet masculine américaine du XIXe siècle.